# ぱれっと (ゲームブランド)
ぱれっと（Palette, PALETTE）は、東京都三鷹市に所在する株式会社クリアレーヴによるゲームブランド。

## 概要
2002年に活動開始。lightのサブブランド「Rateblack」のスタッフが独立して設立された。
ブランド名の由来は絵具のパレットであり、「色々なジャンルの作品を作りたい」という願いがこめられている。作品のジャンルはラブコメ、サスペンス、陵辱、泣きゲー、Hメイン系等さまざまであり、各作品の制作スタッフ（原画・シナリオ・音楽）もそれぞれ異なる。陵辱系作品専門のPalette darkside（パレット ダークサイド）という姉妹ブランドも存在するが、現在活動休止中。
『女神の微笑み』『カーボナイト』の発売元であるアダルトゲームブランドの「パレット」とは無関係。
2007年3月からインターネットラジオ『音泉』でPurple softwareと共同の番組『ほめられてのびるらじおPP』が放送されている。ここのPPは両社の頭文字からとったものである。
作品の大半は、ゲームパッケージの中に英数字20桁から成る「プロダクトID」の記載されたアンケート葉書が封入されており、ゲームプログラムをPCにインストールした後にそのIDを入力しなければゲームをプレイできない。
2014年9月20日に『CLEARRAVEブランドインデックス』ページの公開につき、ぱれっとのURLが変更された
2015年8月14日に姉妹ブランド「ぱれっとクオリア」の設立が公表された。
「コミックマーケット」や「秋葉原電気外祭り」には頻繁に出展しているが、2015年末はどちらにも出展せず、2015年12月25日から2016年1月11日にかけて公式サイト上で通販を実施するのみにとどまった。

## 作品リスト

### ぱれっと
| #  | 発売日         | タイトル                                                 | 原画       | シナリオ                 | 音楽            |
| -- | -------------- | -------------------------------------------------------- | ---------- | ------------------------ | --------------- |
| 1  | 2002年9月27日  | はちみつ荘deほっぺにチュウ                               | たまひよ   | 米村純一                 | かしわ丸        |
| 2  | 2003年4月25日  | 復讐の女神 -Nemesis-                                     | たまひよ   | 双海葵（水代一希）       | かしわ丸        |
| 3  | 2004年2月27日  | 愛cute! キミに恋してる                                   | たまひよ   | ん。 これっと            | かしわ丸        |
| 4  | 2005年3月25日  | MERI+DIA 〜マリアディアナ〜                              | たまひよ   | ん。                     | かしわ丸        |
| 5  | 2006年2月24日  | もしも明日が晴れならば                                   | くすくす   | NYAON                    | 樋口秀樹 BURTON |
| 6  | 2007年2月23日  | えむぴぃ                                                 | たまひよ   | ん。                     | BURTON          |
| 7  | 2008年1月25日  | さくらシュトラッセ                                       | くすくす   | NYAON                    | BURTON 樋口秀樹 |
| 8  | 2008年8月29日  | さくらんぼシュトラッセ                                   | くすくす   | NYAON                    | BURTON 樋口秀樹 |
| 9  | 2009年10月30日 | ましろ色シンフォニー                                     | 和泉つばす | 保住圭 おるごぅる 北川晴 | BURTON          |
| 10 | 2010年7月30日  | すてぃ〜るMyはぁと                                       | たまひよ   | 木村ころや 田中一郎 ん。 | BURTON          |
| 11 | 2011年11月25日 | 晴れときどきお天気雨                                     | くすくす   | NYAON                    | BURTON          |
| 12 | 2013年2月28日  | みんな捧げちゃう!                                        | たまひよ   | たにかわたかみ がのす    | BURTON          |
| 13 | 2014年6月27日  | 恋がさくころ桜どき                                       | 和泉つばす | みなせ未來               | BURTON          |
| 14 | 2017年4月28日  | 9-nine- ここのつここのかここのいろ                       | 和泉つばす | かずきふみ               | アブカワオサム  |
| 15 | 2018年4月27日  | 9-nine- そらいろそらうたそらのおと                       | 和泉つばす | かずきふみ               | アブカワオサム  |
| 16 | 2019年4月26日  | 9-nine- はるいろはるこいはるのかぜ                       | 和泉つばす | かずきふみ               | アブカワオサム  |
| 17 | 2020年4月24日  | 9-nine- ゆきいろゆきはなゆきのあと                       | 和泉つばす | かずきふみ               | アブカワオサム  |
| 18 | 2021年4月23日  | 9-nine-                                                  | 和泉つばす | かずきふみ               | アブカワオサム  |
| 19 | 2023年6月23日  | ましろ色シンフォニー -Love is pure white- Remake for FHD | 和泉つばす | 保住圭 おるごぅる 北川晴 |                 |
| 19 | 2023年6月23日  | ましろ色シンフォニー SANA EDITION                        | 和泉つばす | おるごぅる 保住圭        |                 |

### Palette darkside
1. 汚れた音色 〜手折られた姉妹〜（2004年11月12日発売）
  - 原画：増田逢羅
  - シナリオ：NYAON、黒瀧絲由
  - 音楽：かしわ丸

### キャラメリア
1. RiddleGarden[15]
  - 原画：東条さかな
  - シナリオ：ひよ、望月柚枝、果村なずな

### ぱれっとクオリア
1. オトメ*ドメイン（2016年6月24日発売）
  - 原画：館川まこ
  - シナリオ：NYAON

## 主な制作スタッフ
- 原画
  - たまひよ
  - くすくす※元アニメーター。彼氏彼女の事情で作画監督をしていた。
- シナリオ
  - ん。
- グラフィッカー
  - かじたに
- プロデューサー
  - 近藤真樹※株式会社クリアレーヴ代表取締役。元アニメ業界人。

## 元スタッフ
- 原画
  - NYAON（にゃおん）[16]